# Светра
„Светра“ е българско издателство, основано през 1992 г. в София. Учредено и ръководено от Николай Светлев.

## Издания на Светра
- Николай Светлев, Всичкият блясък на Злото, София, 1993.
- Николай Светлев, Приказка за непобедимото Добро, София, 1996.
- Николай Светлев, Аз, грешният Иван, София, 2000.
- Николай Теллалов, Да пробудиш драконче, София, 1998.